# 단빙
단빙(중국어 정체자: 蛋餅, 병음: dànbǐng) 또는 능삐앙(민난어 백화자: nn̄g-piáⁿ, 한자: 卵餅)은 대만의 달걀 젠빙이다. 흔히 아침으로 먹는다.
프라이팬이나 철판 등에 기름을 두르고, 밀가루와 녹말가루를 섞은 반죽물을 얇게 편 다음 달걀과 파를 올려 부쳐 낸다. 파 이외에도 스위트콘, 햄, 치즈, 참치, 베이컨, 양배추, 러우쑹 등 토핑을 추가할 수 있다. 간장, 장유가오, 톈라장 등을 뿌려 먹는다.

## 사진

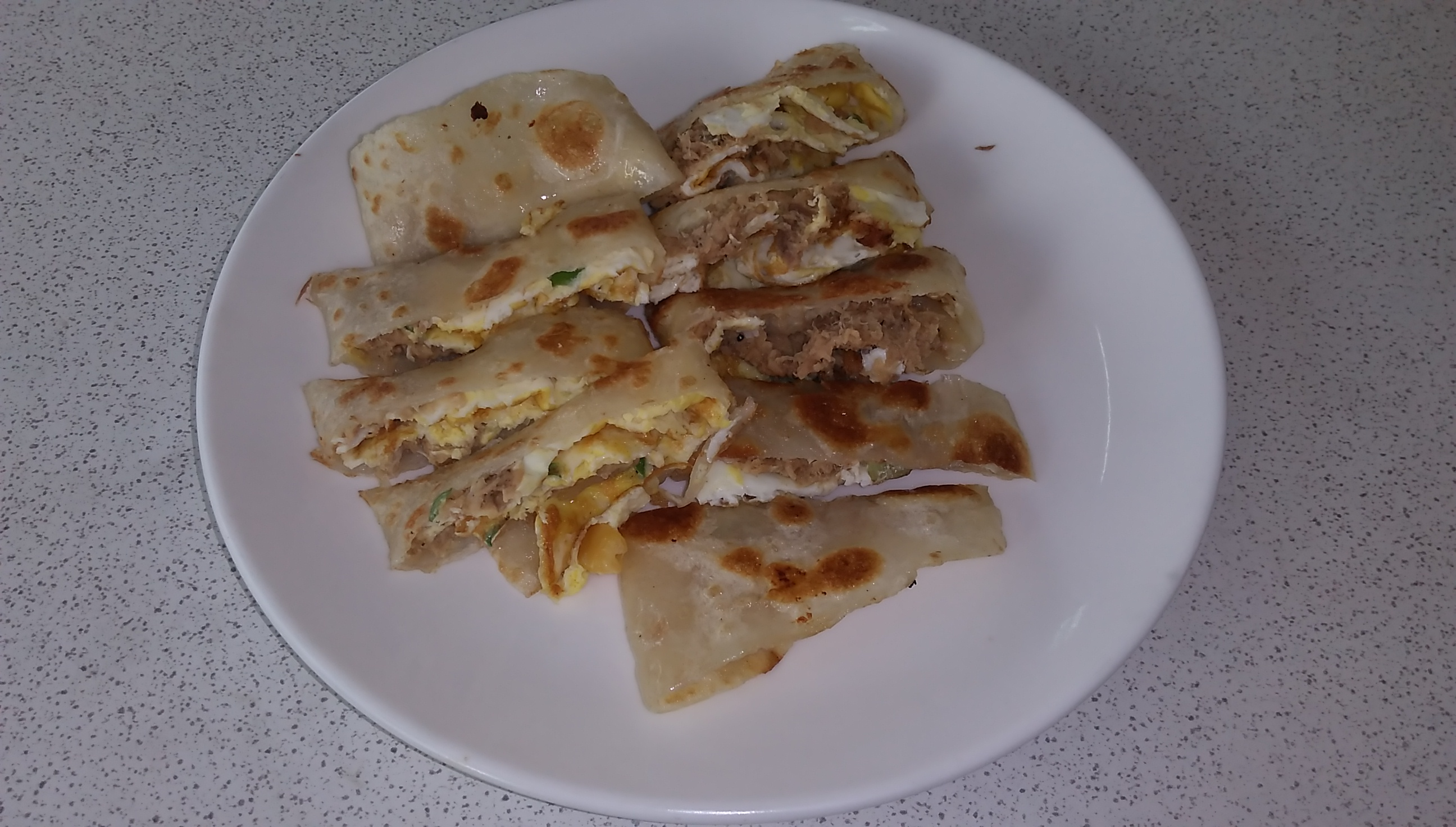
참치 단빙

## 같이 보기
- 대만 요리
- 팬케이크 목록